# Pierre-Paul Servonnet
Pierre-Paul Servonnet, né le 14 décembre 1830 à Saint-Pierre-de-Bressieux et mort le 18 octobre 1909 à Bourges, est un évêque catholique français, évêque de Digne puis archevêque de Bourges.

## Succession apostolique
Pierre-Paul Servonnet a ordonné les évêques suivants :
- Évêque Guillaume-Lucien-Léon Lacroix (1901)

## Distinctions
- Chevalier de la Légion d'honneur[2]